# Ex Cave di Casale - Vicenza
Ex Cave di Casale - Vicenza este o arie protejată (arie specială de conservare — SAC, sit de importanță comunitară — SCI, arie de protecție specială avifaunistică — SPA) din Italia întinsă pe o suprafață de 36 ha, integral pe uscat.

## Localizare
Centrul sitului Ex Cave di Casale - Vicenza este situat la coordonatele 45°31′29″N 11°35′12″E / 45.524722°N 11.586667°E.

## Înființare
Situl Ex Cave di Casale - Vicenza a fost declarat sit de importanță comunitară în septembrie 1995 pentru a proteja 27 de specii de animale. Alte tipuri de protecție:
- arie de protecție specială avifaunistică (în august 2003)
- arie specială de conservare (în iulie 2018)[1][2][3]

## Biodiversitate
Situată în ecoregiunea continentală, aria protejată conține 1 habitat natural: Lacuri eutrofice naturale cu vegetație de tip Magnopotamion sau Hydrocharition.
La baza desemnării sitului se află mai multe specii protejate:
- păsări (26): lăcar mare (Acrocephalus arundinaceus), privighetoare-de-baltă (Acrocephalus melanopogon), lăcar-de-rogoz (Acrocephalus schoenobaenus), lăcar-de-lac (Acrocephalus scirpaceus), rață sulițar (Anas acuta), rață pitică (Anas crecca), stârc cenușiu (Ardea cinerea), stârc roșu (Ardea purpurea), buhai de baltă (Botaurus stellaris), erete de stuf (Circus aeruginosus), erete vânăt (Circus cyaneus), erete cenușiu (Circus pygargus), gușă vânătă (Cyanecula svecica), presură de stuf (Emberiza schoeniclus), stârc pitic (Ixobrychus minutus), grelușel-de-zăvoi (Locustella luscinioides), becațină mică (Lymnocryptes minimus), stârc de noapte (Nycticorax nycticorax), vultur pescar (Pandion haliaetus), corcodel-cu-gât-roșu (Podiceps grisegena), cresteț pestriț (Porzana porzana), cristei de baltă (Rallus aquaticus), Spatula clypeata, rață cârâitoare (Spatula querquedula), corcodel mic (Tachybaptus ruficollis), Zapornia parva
- amfibieni (1): Rana latastei

Pe lângă speciile protejate, pe teritoriul sitului au mai fost identificate 5 specii de plante.